# Manel Estiarte i Duocastella
Manel Estiarte i Duocastella (Manresa, 26 d'octubre de 1961) és un jugador retirat de waterpolo català. És considerat com un dels millors waterpolistes de la història i va ser escollit millor esportista català del segle xx. Des de 2016 forma part del cos tècnic de Josep Guardiola al Manchester City.

## Biografia
Nascut a Manresa (el Bages) el 26 d'octubre de 1961. Va començar la seva trajectòria esportiva l'any 1975 al Club Natació Manresa. L'any 1977, amb 15 anys, fou el màxim golejador del Campionat d'Espanya Infantil, i fou convocat per la selecció espanyola absoluta dirigida per Josep Brascó. Amb la selecció estatal espanyola ha disputat un total de 578 partits, marcant 1551 gols i essent màxim golejador en 13 campionats (tres en Jocs Olímpics). Amb només 19 anys va debutar a uns Jocs Olímpics a Moscou 1980 on fou màxim golejador. En total ha participat en sis Jocs: 1980, 1984, 1988, 1992, 1996 i 2000, una xifra difícil d'igualar, on ha aconseguit un total de 127 gols, aconseguint la medalla d'or als Jocs Olímpics de 1996 i al Campionat de Món de 1998.
L'any 1979 fitxà pel millor club estatal del moment, el Club Natació Barcelona. L'any 1985 marxa al waterpolo italià, el més competitiu i millor pagat del món. A Itàlia aconseguí un palmarès impressionant (una Copa d'Europa, dues Recopes, una LEN, dues Supercopes, quatre Lligues i cinc Copes). L'any anterior als Jocs de Barcelona 1992 fitxa pel Club Natació Catalunya amb intenció de preparar millor els Jocs de casa seva. Amb el CN Catalunya guanya la Supercopa d'Europa, la Recopa d'Europa, la Copa i la Lliga. El 1998 fou guardonat amb el premi Marca Leyenda. L'any següent torna a Itàlia on romandrà fins al 1999 fitxant pel Club Natació Atlètic Barceloneta.
L'any 2000, després dels Jocs Olímpics, es retirà i passà a ser membre del Comitè Olímpic Internacional a la Comissió d'Esportistes Actius. L'any 2001 obtingué el Premi Príncep d'Astúries dels Esports. A la temporada 2001-2002 és elegit president del club Pescara (on s'havia casat amb la filla de l'antic president). Cal esmentar que ha estat escollit millor jugador del món de l'any de waterpolo set cops (1986, 1987, 1988, 1989, 1990, 1991 i 1992).
El juliol del 2008 fou nomenat cap de relacions públiques del Futbol Club Barcelona. L'any 2009 va publicar Todos mis hermanos, una autobiografia.

## Palmarès
Clubs
- 2 Copes d'Europa de waterpolo masculina: 1981-82 i 1986-87
- 3 Recopse d'Europa de waterpolo masculina: 1991-92, 1992-93 i 1993-94
- 1 Copa LEN de waterpolo masculina: 1995-96
- 4 Supercopes d'Europa de waterpolo masculina: 1981-82, 1987-88, 1991-92 i 1992-93
- 5 Lligues espanyoles de waterpolo masculina: 1979-80, 1980-81, 1981-82, 1982-83 i 1991-92
- 1 Copa espanyola de waterpolo masculina: 1991-92
- 4 Lligues italianes de waterpolo masculina: 1986-87, 1990-91, 1996-97 i 1997-98
- 5 Copes italianes de waterpolo masculina: 1985-86, 1988-89, 1989-90, 1990-91 i 1997-98

Selecció espanyola
- 1 medalla d'or als Jocs Olímpics d'Atlanta 1996
- 1 medalla d'argent als Jocs Olímpics de Barcelona 1992
- 1 medalla d'or als Campionats del Món de waterpolo: 1998
- 2 medalles d'argent als Campionats del Món de waterpolo: 1991 i 1994
- 2 medalles de bronze als Campionats d'Europa de bàsquet femení: 1991 i 1993
- 3 medalles de bronze a la Copa del Món de waterpolo: 1985, 1991 i 1999

Individual
- 7 Millor jugador de waterpolo de l'any: 1986, 1987, 1988, 1989, 1990, 1991 i 1992